# Leader of the Pack
Leader of the Pack ist ein Popsong der Mädchengruppe The Shangri-Las aus dem Jahr 1964. Das Stück wird von Kritikern als „eine der größten Mini-Opern der Popmusik“, „unvergesslicher Klassiker“ und „absolutes Meisterstück einer Teenagerhymne“ bezeichnet. Der Titel erreichte Platz eins der US-amerikanischen Popcharts und belegt Platz 180 in der Liste  Songs of the Century.

## Entstehung
Mit dem Song Remember (Walking in the Sand) hatten die Shangri-Las im September 1964 einen ersten Plattenerfolg in den britischen und US-amerikanischen Charts. Mit der nachfolgenden Aufnahme Leader of the Pack (etwa: Anführer der Bande) gelang es der Gruppe, sich eine eigene, charakteristische Nische in der Popmusik zu schaffen. Geschrieben von Jeff Barry, Ellie Greenwich und George „Shadow“ Morton, war dies ein auf 2:48 Minuten und somit „Single-Kürze komprimiertes, archetypisches Rocker-Melodrama aus weiblicher Sicht“: „ein Mädchen trifft einen Jungen, verliebt sich in ihn, der Junge stirbt bei einem Motorradunfall“.
Über die Entstehung des Songs berichtete die Autorin Ellie Greenwich:

„Das Stück war völlig ernst gemeint. Es gab immer diesen bösen Buben, mit dem jedes Mädchen ausgehen wollte, aber nein – Mum und Dad hätten das niemals erlaubt. Und dann war da noch das Motorrad. Wenn man in den 60ern anfing, Geld zu verdienen, kaufte man sich ein Motorrad. Also nahmen wir diesen Trend auf, bastelten dazu eine Liebesgeschichte und dann noch ein etwas makabres Element. Und so entstand eine kleine Seifenoper.“

Ihr Ehemann und Co-Autor Jeff Barry ergänzte über die Aufnahmesessions:

„Die 16-jährige Mary Weiss sollte ihren Gefühlen freien Lauf lassen – und sie weinte bei der Aufnahme. Man kann es auf der Platte hören.“

## Inhalt
Der Song beginnt mit einer gesprochenen, nur minimal instrumental untermalten Unterhaltung zwischen Freundinnen:

„Geht sie wirklich mit ihm?

Oh, da kommt sie – lass uns sie fragen.

Betty, ist Dein Ring von Jimmy?

[bejahendes] ahm

Gott, es muss toll sein, mit ihm zu fahren!

Holt er dich nach der Schule ab?

[verneinendes] m-mm

Wo hast du ihn eigentlich kennengelernt?“

An dieser Stelle fällt die Protagonistin in einen orchestral begleiteten Gesang:

„Ich traf ihn im Süßwarenladen;

er drehte sich um und lächelte mich an – könnt ihr euch das vorstellen?

[Chor antwortet:] Ja, wir sehen es vor uns.

Da habe ich mich in den Anführer der Motorradgang verliebt.“

Dem letzten Satz wird als Soundeffekt das mehrfache Auf- und Zudrehen eines Motorradgasgriffs unterlegt. Es folgt im Mittelteil die Abgrenzung des jungen Mädchens von ihren Eltern („Sie sagen immer, er sei schlecht, aber ich weiß, er ist nur traurig.“), die ihr den Umgang mit Jimmy verboten haben. Die dritte Strophe schildert die Situation, unmittelbar nachdem sie ihm das erzwungene Ende ihrer Freundschaft mitgeteilt hat: vor ihrem klagenden Hintergrundgesang hört man erneut den Sound eines Motorrads, diesmal mit quietschenden Bremsen, zu dem sie mehrfach „Pass auf!“ schreit, was im dröhnenden Lärm eines Fahrzeugzusammenstoßes untergeht.

## Erfolg
Am 28. November 1964 hatte es die Single auf Platz 1 in den USA geschafft; auch in Australien belegte der Song den ersten Platz. Im Januar 1965 erreichte das Stück auch die britischen Charts und kletterte dort bis auf Platz elf. 1972 und 1976 schaffte es der Titel erneut in die britische Hitparade; beide Male erreichte er diesmal die Top Ten. Er wurde weltweit 1,2 Millionen Mal verkauft.
2004 wählte der Rolling Stone den Titel auf Platz 447 in seiner Liste der 500 besten Songs aller Zeiten.

## Weitere Verwendung

Deutsche Coverversion

1984 wurde das Broadway-Musical Leader of the Pack uraufgeführt, das auf den Songs von Ellie Greenwich basiert. Das Lied ist außerdem in der Eröffnungsszene der ersten Duisburger Tatort-Folge mit Götz George zu hören. 1990 wurde der Titel im Soundtrack zu Martin Scorseses Goodfellas verwendet.
Der Song wurde mehrfach gecovert, unter anderem von Bette Midler und der Hard-Rock-Band Twisted Sister. Bereits Ende 1964 hatten The Detergents (Die Waschmittel) unter dem Titel Leader of the Laundromat (Anführer des Waschsalons) eine Parodie auf diesen Hit veröffentlicht, die es 1965 gleichfalls in die US-Hitparade schaffte. Als Der Feuerstuhl brachten Die Crazy Girls 1965 eine deutschsprachige Version auf den Markt. Einen anderen Text präsentierte später Udo Lindenberg (Der Boss von der Gang, 1978).
Die Intro-Frage „Is she really going out with him?“ zitierten die Damned im Intro ihrer ersten Single New Rose von 1976 als Hommage an Leader of the Pack.